# The Face
The Face – szósty japoński album piosenkarki BoA Kwon. Album został wydany w tydzień po wydaniu singla Be with You. w trzech wersjach: CD, CD+DVD i CD+2DVD. Przez wyciek album trafił do internetu 3 lutego 2008 r.

## Lista utworów
| 01 | AGGRESSIVE                                                 | 03:42 |
| 02 | Sweet Impact                                               | 05:02 |
| 03 | My way,Your way feat.WISE                                  | 04:22 |
| 04 | Be with You.                                               | 05:13 |
| 05 | Lose Your Mind feat.Yutaka Furukawa from DOPING PANDA      | 03:18 |
| 06 | Girl in the Mirror                                         | 03:11 |
| 07 | Happy Birthday                                             | 04:09 |
| 08 | Diamond Heart                                              | 04:14 |
| 09 | LOVE LETTER                                                | 05:05 |
| 10 | BRAVE                                                      | 04:01 |
| 11 | Victim of Fear!/ギャップにやられた！/Gyappu ni Yara re Ta! | 03:45 |
| 12 | Style                                                      | 03:11 |
| 13 | Smile again                                                | 05:47 |
| 14 | Beautiful Flowers                                          | 03:32 |
| 15 | Best Friend                                                | 04:11 |
| 16 | Hey Boy,Hey Girl feat.BoA by Seamo (CD limitowane)         | 03:39 |

| DVD1 | DVD1 | DVD1 | DVD1 | DVD1 |
| Lp.  | Tytuł |      |      |      |
| ---- | --- | ---- | ---- | ---- |
| 01   | Sweet Impact (Teledysk) |      |      |      |
| 02   | LOVE LETTER (Teledysk) |      |      |      |
| 03   | LOSE YOUR MIND (Teledysk) |      |      |      |
| 04   | Be with You. (Teledysk) |      |      |      |
| 05   | BoA TV-THE FACE of BoA- Be with You. (Edycja limitowana) |      |      |      |
| 06   | Special LIVE Performance (Edycja limitowana [65min]) |      |      |      |
| DVD2 | |      |      |      |
| Lp.  | Tytuł |      |      |      |
| 01   | BoA THE LIVE "X'mas" (8 wystąpień) - LOVE LETTER - キミのとなりで - Winter Love - First snow - make a secret - コノヨノシルシ - Diamond Heart - LOSE YOUR MIND |      |      |      |
| 02   | BoA ARENA TOUR 2007 MADE IN TWENTY(20) (4 wystąpienia) - DO THE MOTION - Lady Galaxy - 七色の明日～brand new beat～ - Sweet Impact                             |      |      |      |
| 03   | m-flo TOUR 2007 COSMICOLOR @ YOKOHAMA ARENA-the Love Bug Performance - the Love Bug/m-flo♥BoA                                                                  |      |      |      |
| 04   | Rhythm Nation 2007 (3 wystąpienia) - LOSE YOUR MIND - QUINCY - メリクリ                                                                                        |      |      |      |